# NGC 6441
NGC 6441 est un amas globulaire situé dans la constellation du Scorpion à environ 37 835 a.l. (11,6 kpc) du Soleil et à 12 720 a.l. (3,9 kpc) du centre de la Voie lactée. Il a été découvert par l'astronome germano-britannique James Dunlop en 1826.

## Caractéristiques
Selon la base de données Simbad, la vitesse radiale héliocentrique de cet amas est égale à 17,3 ± 0,9 km/s et sa distance est de 12,0 kpc. William W. Harris indique des valeurs semblables, soit 16,5 ± 1,0 km/s et 11,6 kpc. Cet amas est presque sphérique, car son ellipticité est presque nulle, soit une valeur de 0,02.
Selon article publié en 2011 par J. Boyles et ses collègues, la métallicité de l'amas globulaire NGC 6441 est égale à -0,46 et sa masse est égale à 1 570 000{\displaystyle M_{\odot }}. C'est l'un de la dizaine d'amas dont la masse dépasse le million de masses solaires, mais ce n'est pas le plus massif, le record appartenant à Omega Centauri. Dans cette même étude, la distance de l'amas est aussi estimée à environ 11,6 kpc (∼37 800 al).
Selon un article publié en 2010 par D. A. Forbes et T. Duncan, l'âge de cet amas est 11,26 milliards d'années et sa métallicité serait de -0,60.
Huit valeurs de la métallicité sont rapportées par Simbad, les valeurs varient de -0,33 et -0,90. La valeur indiquée par Harris est de -0,46. Une métallicité comprise entre -0,90 et -0,33 signifie que la concentration en fer de NGC 6441 est comprise entre 13% et 47% de celle du Soleil. Après le Big Bang, l'Univers étant surtout composé d'hydrogène et d'hélium, la métallicité était pratiquement nulle. L'univers s'est progressivement enrichi en métaux (éléments plus lourds que l'hélium) grâce à la synthèse de ceux-ci dans le cœur des étoiles. La métallicité des amas du halo de la Voie lactée varie d'un centième à un dixième de la métallicité solaire, ce qui signifie que ces amas se décomposent en deux sous-groupes, les relativement jeunes et les vieux. Selon sa métallicité, NGC 6441 serait donc un amas relativement jeune et riche en métaux, âgé de 11,26 milliards d'années

## Les étoiles de NGC 6441
NGC 6441 renferme un nombre anormalement élevé de variables RR Lyrae. En 2006, on en dénombrait 68 avec une période supérieure à celle qu'on pourrait prédire en se basant sur leur métallicité. La période moyenne des étoiles RR Lyrae est d'environ 13 heures, alors que celle de l'amas est de 0,759 jour, soit 18,2 heures. On trouve aussi un grand nombre de céphéides de type II, ce qui est peu commun pour des amas avec une telle métallicité. 
L'étude du diagramme H-R de la branche des étoiles géantes rouges suggère qu'il y a au moins deux et peut-être même trois populations distinctes dans l'amas. Les membres les plus brillants et les plus chauds des grumeaux rouges d'étoiles sont surtout vers le centre de l'amas. Ce groupe est probablement constitué d'étoiles de deuxième génération enrichies en hélium. 
NGC 6441 renferme au moins quatre pulsars millisecondes et deux étoiles binaires. L'une de ces binaires, PSR J1750−37A, présente une orbite très elliptique avec une excentricité de 0,71. L'amas renferme aussi une binaire X de classe sursauteur X, X1746-370, dont la période est la plus longue parmi les amas globulaires. 
Finalement, NGC 6441 renferme l'objet Ja Fu 2, l'une des quatre rares nébuleuses planétaires présentes dans un amas globulaire de la Voie lactée.

## Galerie

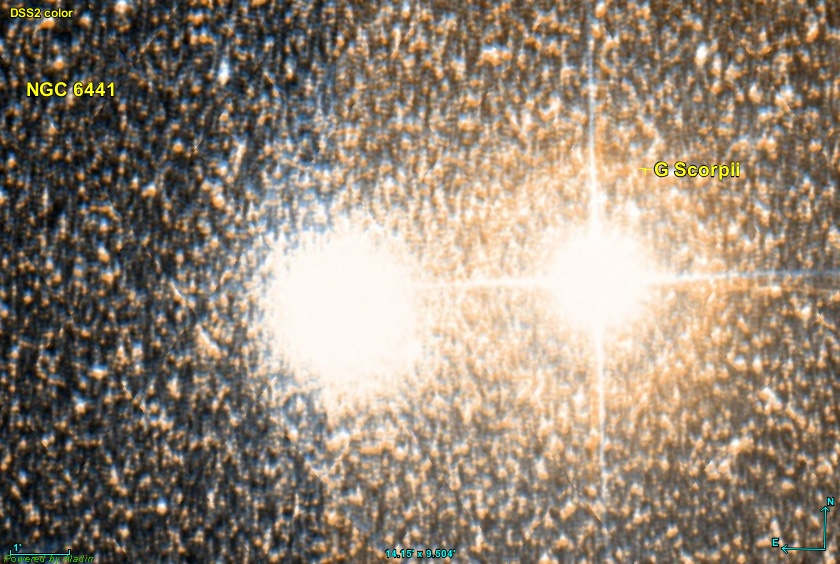
NGC 6441 par le relevé Digitized Sky Survey.
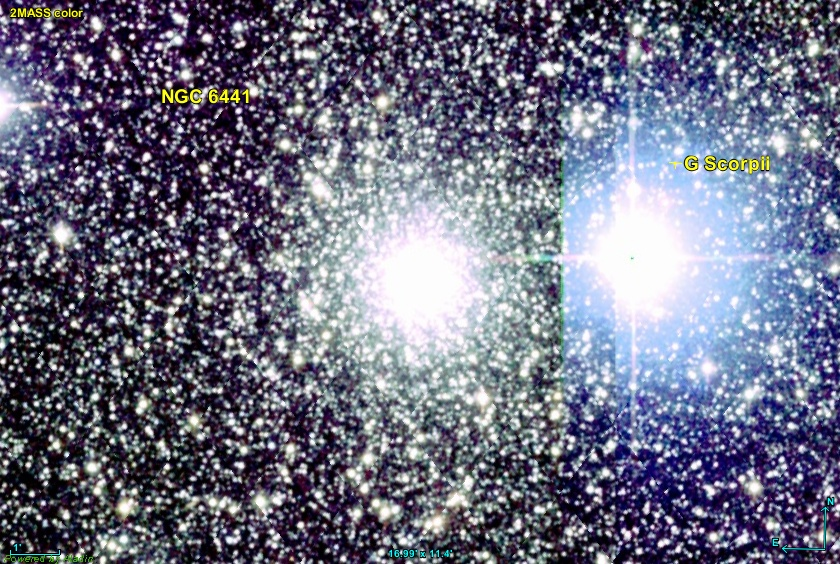
NGC 6441 en infrarouge par le relevé 2MASS.